# Aleksi Inauri
Aleksi Inauri (gruz. ალექსი ნიკოლოზის ძე ინაური; ros. Алексе́й Никола́евич Инау́ри, Aleksiej Nikołajewicz Inauri; ur. 29 kwietnia?/12 maja 1908 w Gori, zm. 23 czerwca 1993 w Tbilisi) – radziecki polityk i dowódca wojskowy, generał pułkownik, minister spraw wewnętrznych Gruzińskiej SRR (1953–1954), Bohater Związku Radzieckiego (1985).

## Życiorys
Gruzin, 1926 skończył wieczorową szkołę średnią w Gori, pracował w fabryce wagonów w Tbilisi, od sierpnia 1927 służył w Armii Czerwonej, 1931 ukończył szkołę kawaleryjską w Krasnodarze. Od kwietnia 1931 dowódca plutonu, później eskadronu 16 Pułku Kawalerii 3 Besarabskiej Dywizji Kawalerii, od 1932 członek WKP(b), od października 1936 komendant szkoły pułkowej, od grudnia 1938 pomocnik dowódcy 60 Pułku Kawalerii, od lutego 1940 158 Pułku Kawalerii, od kwietnia 1941 dowódca 99 Pułku Kawalerii Kijowskiego Specjalnego Okręgu Wojskowego w stopniu majora. Od czerwca 1941 uczestnik wojny z Niemcami, walczył na Froncie Południowo-Zachodnim i Południowym, od 16 stycznia do 30 lipca 1942 dowódca 34 Dywizji Kawalerii 5 Korpusu Kawalerii 37 Armii Frontu Południowego w stopniu podpułkownika i od 6 maja 1942 pułkownika, brał udział w walkach na zachodniej Ukrainie, rejonie Kijowa, Sum i Charkowa, od sierpnia 1942 do lutego 1946 dowódca 1 Dywizji Kawalerii 15 Korpusu Kawalerii Frontu Zakaukaskiego stacjonującej w Tebrizie, 13 września 1944 awansowany na generała majora. Po ukończeniu 1948 Wyższej Akademii Wojskowej im. Woroszyłowa został dowódcą 18 Dywizji Zmechanizowanej Grupy Radzieckich Wojsk Okupacyjnych w Niemczech, od grudnia 1951 dowódca 9 Korpusu, a od lutego 1953 3 Korpusu Piechoty Karpackiego Okręgu Wojskowego. Od lipca 1953 do marca 1954 minister spraw wewnętrznych Gruzińskiej SRR, od marca 1954 do grudnia 1988 przewodniczący KGB Gruzińskiej SRR, 9 stycznia 1957 mianowany generałem porucznikiem, a 27 października 1967 generałem pułkownikiem.
Za „wielkie zasługi w zapewnieniu bezpieczeństwa państwowego ZSRR, męstwo i odwagę, przejawiane w okresie wielkiej wojny ojczyźnianej”, uchwałą Prezydium Rady Najwyższej ZSRR z 7 maja 1985 otrzymał tytuł Bohatera ZSRR. Od grudnia 1988 na emeryturze. Deputowany do Rady Najwyższej ZSRR od 4 do 11 kadencji (1954-1989)członek Biura KC Komunistycznej Partii Gruzji. Po rozpadzie ZSRR mieszkał w Batumi. Pochowany w Tbilisi.

## Odznaczenia
- Złota Gwiazda Bohatera Związku Radzieckiego (7 maja 1985)
- Order Lenina (czterokrotnie – 20 kwietnia 1953, 2 kwietnia 1966, 13 grudnia 1977 i 7 maja 1985)
- Order Rewolucji Październikowej (31 sierpnia 1977)
- Order Czerwonego Sztandaru (dwukrotnie – 5 listopada 1941 i 6 listopada 1947)
- Order Wojny Ojczyźnianej I klasy (11 marca 1985)
- Order Czerwonego Sztandaru Pracy (trzykrotnie – 24 maja 1958, 13 maja 1968 i 11 maja 1983)
- Order Czerwonej Gwiazdy (dwukrotnie – 3 listopada 1944 i 10 grudnia 1964)

Medale ZSRR i odznaczenia zagraniczne.